# Bairin Youqi
Bairin Youqi (prawa chorągiew Bairin; chiń. 巴林右旗; pinyin: Bālín Yòu Qí) – chorągiew w północno-wschodnich Chinach, w regionie autonomicznym Mongolia Wewnętrzna, w prefekturze miejskiej Chifeng. W 1999 roku liczyła 177 727 mieszkańców.